# Lex Oppia
Die Lex Oppia (sumptuaria) war ein während des 2. Punischen Krieges vom Volkstribun C. Oppius rogiertes Plebiszit, das wohl nach Senatsbeschluss, vom Volk verabschiedet worden war. Das Gesetz von 215 v. Chr. schränkte Freiheiten der römischen Frauen ein.  195 v. Chr. wurde es wieder aufgehoben, sechs Jahre nach dem Kriegsende gegen Hannibal und die Karthager (201 v. Chr.). Die einzige Quelle über dieses Gesetz und seine Folgen ist der sehr viel später lebende römische Geschichtsschreiber Livius (Ab urbe condita).

## Gründe für den Gesetzeserlass
Als Hannibal 216 v. Chr. die legendäre Schlacht bei Cannae gegen die römischen Legionen gewann, fügte er den Römern die schlimmste Niederlage ihrer Geschichte zu, wobei schätzungsweise 50.000 Soldaten ihr Leben verloren. Damit hatte fast jede Familie Roms einen Verlust zu vermelden. Die Tragweite dieser Verluste zeigte sich darin, dass manche Familie ihren pater familias verloren hatte, der das Oberhaupt und Inhaber der Autorität über die Familie einschließlich Sklaven und Kinder war. 
Ungeachtet dieser schweren Krise präsentierten offenbar viele Frauen aus der Nobilität und dem Ritterstand in ostentativer Weise ihren Wohlstand in Form von Purpurgewändern und Goldschmuck oder Vergnügungsfahrten mit ihren Pferdegespannen (siehe auch Geltungskonsum). C. Oppius empfand dieses Verhalten nach der Niederlage als unangebracht und versuchte es gesetzlich zu unterbinden. Die Frauen sollten sich wieder in den Sitten der Vorfahren wie Bescheidenheit, Genügsamkeit und Mäßigung üben. Somit versuchte er auch die sozialen Unterschiede zwischen den Bevölkerungsgruppen zu verwischen, vielleicht weil für die plebejischen Familien die Verluste der Ehemänner und Söhne noch verheerender waren als für die Oberschichten; vielleicht auch, weil eine Eskalation von Rivalitäten innerhalb der Elite verhindert werden sollte.

### Tragen von Schmuck
Livius schreibt: 
„… Es durfte keine Frau mehr als eine halbe Unze Gold oder ein buntes Gewand tragen und in Rom oder einer Landstadt oder weniger als eine Meile von dort entfernt mit einem bespannten Wagen fahren, es sei denn anlässlich einer Opferhandlung im Namen des Staates.“ (Ab urbe condita 34,1,1–3). Gegen dieses Gesetz gab es laut Livius dann 195 v. Chr. eine Demonstration der Frauen zur Aufhebung der Lex Oppia. Da zu dieser Zeit wieder Frieden und Wohlstand herrschte, wollten sich die reicheren Frauen nicht länger von einem Kriegsgesetz Beschränkungen auferlegen lassen. Es wurde tatsächlich aufgehoben, obwohl mehrere Senatoren, darunter Cato der Ältere, warnten, dass dies die Rivalität innerhalb der Nobilität eskalieren lassen werde, weil nun die Frauen den Reichtum ihrer Familie zur Schau stellen würden.